# Луковіштя
Луковіштья (словац. Lukovištia — село, громада в окрузі Рімавска Собота, Банськобистрицький край, центральна Словаччина. Кадастрова площа громади — 14,29 км². Населення — 193 особи (за оцінкою на 31 грудня 2017 р.).

## Історія
Перша згадка 1407 року.

## Географія
Протікає потік Папча.

## Населення
| Рік:            | 1994. | 2004.    | 2014.   | 2024.   |
| --------------- | ----- | -------- | ------- | ------- |
| Кількість осіб: | 224   | 194      | 202     | 197     |
| Різниця:        |       | -13,39 % | +4,12 % | -2,47 % |

| Рік:            | 2023. | 2024.   |
| --------------- | ----- | ------- |
| Кількість осіб: | 193   | 197     |
| Різниця:        |       | +2,07 % |